# 구둔역
구둔역(九屯驛, Gudun station)은 대한민국 경기도 양평군 지평면에 위치한 중앙선의 철도역이었다.
구둔역은 중앙선의 역사로 1940년대에 건립된 것으로 판단되며, 1940년 4월 1일 보통역으로 영업을 개시하였다. 구조는 목조양식으로 벽체는 목조에 시멘트 몰탈로 마감되었다. ‘一’자형 평면으로 지붕은 대합실 상부에 박공지붕을 올려 슁글로 변형되어 있다. 벽체는 목조에 시멘트 몰탈로 마감되었다. 평면 구성은 오른쪽부터 대합실, 사무실, 숙직실 순서로 배치되었다.

## 역사
- 1940년 4월 1일 : 영업 개시
- 1996년 1월 1일 : 무배치 간이역으로 격하
- 2006년 12월 4일 : 근대 문화유산(등록 문화재 제 296호)으로 지정
- 2012년 : 중앙선 선로 이설과 함께 폐역 (일신역 역할 담당)
- 일자불명 : 구둔역 인근 선로 철거
- 2016년 : 카페 개방